# Karimata (zespół muzyczny)
Karimata – indonezyjski zespół grający muzykę jazz fusion. Został założony w 1985 roku.
Z zespołem związani byli: Aminoto Kosin – klawisze, Uce Haryono – perkusja, Budhi Haryono – perkusja, Candra Darusman – fortepian, Denny TR – gitara, Erwin Gutawa – bas.
Na przełomie lat 80. i 90. zespół występował w programie telewizyjnym Gita Remaja na antenie stacji TVRI, gdzie wraz z grupą wokalną Trio Belel spopularyzował przebój pt. „Jangan Salah”. W 1986 r. grupa wystąpiła na North Sea Jazz Festival.
Zespół swoje albumy nagrywał z udziałem różnych wokalistów, cechował się bowiem brakiem stałego wokalu. Z grupą współpracowali tacy muzycy jak Dian Pramana Poetra i Lydia Nursaid (utwór „Rintangan”), January Christy i Ricki Basuki (utwór „Yang Terjadi”), Harvey Malaihollo (utwór „Kisah Kehidupan”) czy Ruth Sahanaya (utwór „Masa Kecil”).

## Dyskografia
Źródło:
Albumy
- 1985: Pasti
- 1987: Lima
- 1989: Biting
- 1990: Karimata – Dave Valentin
- 1991: Jézz